# Montaione
Montaione – miejscowość i gmina we Włoszech, w regionie Toskania, w prowincji Florencja.
Według danych na rok 2004 gminę zamieszkiwało 3431 osób, 33 os./km².